# Daniel Mašek
Daniel Mašek (* 8. června 1969) je bývalý český fotbalista, záložník.

## Fotbalová kariéra
V české lize hrál za FK Viktoria Žižkov a SK Hradec Králové. Nastoupil v 89 utkáních a dal 13 gólů. V Poháru vítězů pohárů nastoupil v 5 utkáních. Dále hrál i za SK Chrudim.

## Ligová bilance
| Ročník                          | Zápasy | Góly | Klub               |
| ------------------------------- | ------ | ---- | ------------------ |
| 1. česká fotbalová liga 1993/94 | 27     | 5    | FK Viktoria Žižkov |
| 1. česká fotbalová liga 1994/95 | 4      | 0    | FK Viktoria Žižkov |
| 1. česká fotbalová liga 1994/95 | 17     | 2    | SK Hradec Králové  |
| 1. česká fotbalová liga 1995/96 | 7      | 2    | SK Hradec Králové  |
| 1. česká fotbalová liga 1995/96 | 15     | 4    | FK Viktoria Žižkov |
| 1. česká fotbalová liga 1996/97 | 19     | 0    | FK Viktoria Žižkov |
| CELKEM                          | 89     | 13   |                    |